# Nomba saegeri
Nomba saegeri är en tvåvingeart som först beskrevs av Vanschuytbroeck 1959.  Nomba saegeri ingår i släktet Nomba och familjen fritflugor.
Artens utbredningsområde är Kongo. Inga underarter finns listade i Catalogue of Life.